# Paul Brandys

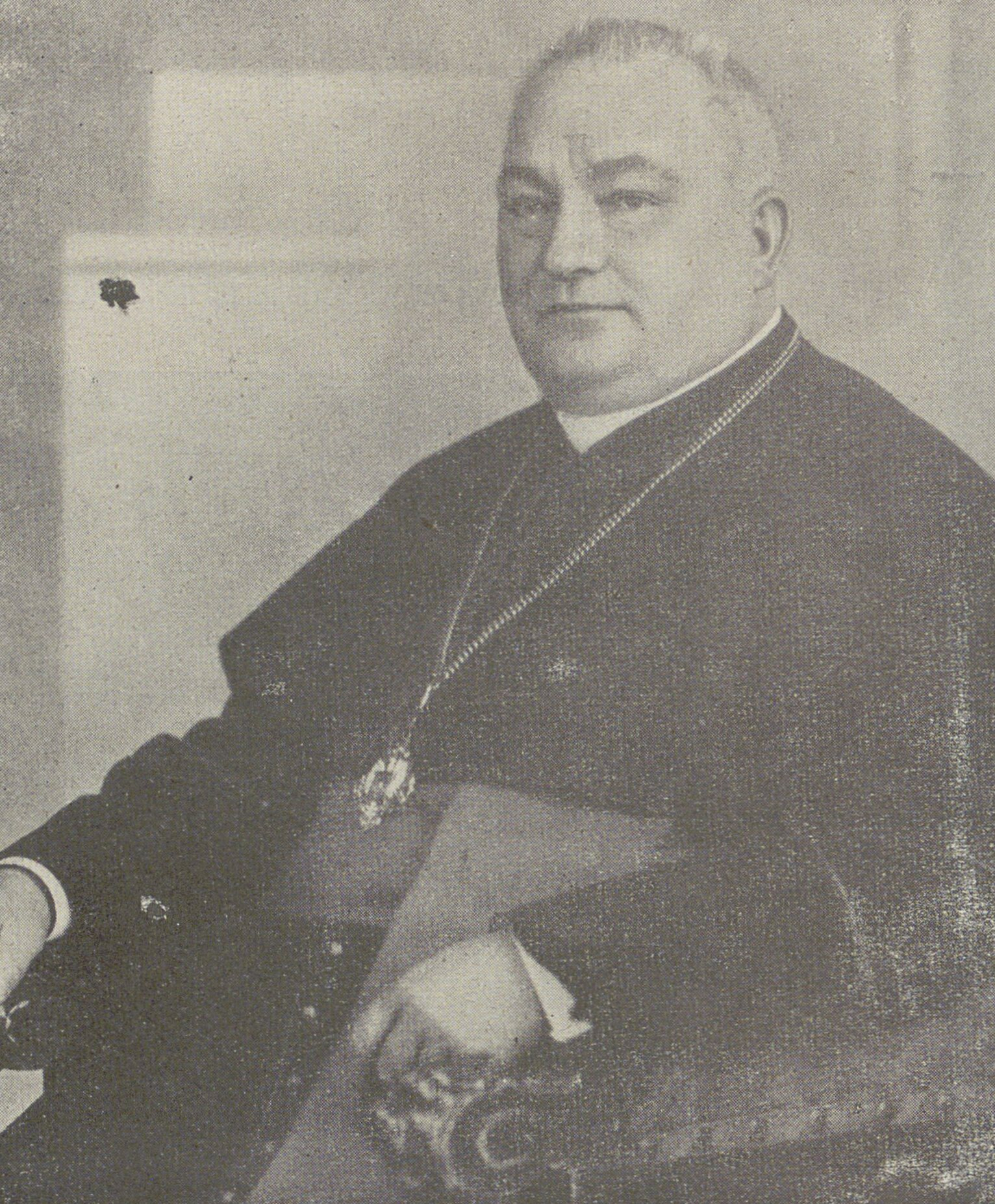
Paul Brandys

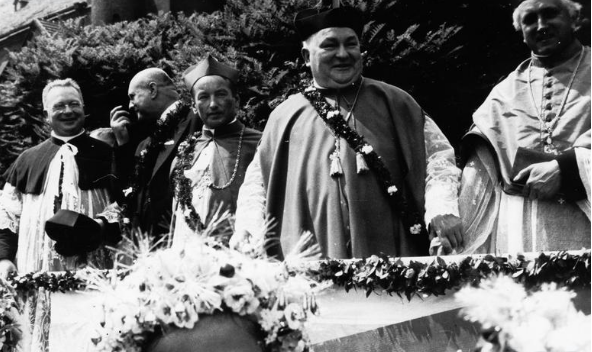
40. Jahrestag der Priesterweihe, Monsignore Paul Brandys (zweiter von rechts)

Paul Brandys (polnisch Paweł Brandys; * 4. Dezember 1869 in Pawlowitz; † 24. April 1950 in Michałkowice) war polnischer katholischer Geistlicher, Mitglied des Deutschen Reichstags und des polnischen Sejm.

## Leben
Brandys besuchte die Volksschule zu Schwarzwasser in Österreichisch-Schlesien (mit Genehmigung der preußischen Schulbehörde), hierauf ein Jahr lang das deutsche Gymnasium zu Teschen und  Jahre lang das deutsche Gymnasium zu Nikolsburg in Mähren, dann das Königliche Gymnasium zu Pleß bis 1892. Danach studierte er sieben Semester katholische Theologie auf der Universität Breslau und wurde 1896 zum Priester geweiht. Bis 1899 war er Kaplan in Zabrze und Rybnik und seit 1899 Pfarrer von Dziergowitz. Weiter war er Leiter des katholischen Arbeitervereins und des katholischen Jünglingsvereins, Vorsteher des Dziergowitzer Spar- und Darlehnskassenvereins und Mitglied des Schlesischen Bauernvereins.
Von 1907 bis 1918 war er Mitglied des Deutschen Reichstags für den Wahlkreis Regierungsbezirk Oppeln 2 Oppeln und die Polnische Fraktion. 1912 gewann er die Stichwahl gegen Pfarrer Oswald Sonneck, den Kandidaten der Zentrumspartei. 1919 engagierte er sich für ein polnisches Oberschlesien und 1920 wurde er in den Sejm gewählt. 1922 wurde er Pfarrer in Michałkowice, 1924 Dekan, später auch Domherr und Prälat. 1940 wurde er erst nach Żory und dann nach Krzyżowice deportiert, nach dem Krieg kehrte er nach Michałkowice zurück, wo er auch verstarb.